# Internierungspraxis in Frankreich (1939–1945)
Die Internierungspraxis in Frankreich (1939–1945) verwandelte das „klassische Asylland Europas“ in ein Land, in dem spätestens seit dem Ausbruch des Zweiten Weltkriegs vor allem für deutsche und österreichische Emigranten das Recht auf Asyl kaum mehr galt. Sie wurden zu étrangers ennemis (feindlichen Ausländern), die – erst recht nach dem Waffenstillstand von Compiègne (1940) – jeglichen Rechtsschutz verloren und „vollständig der Willkür der kollaborierenden Vichy-Regierung und den Verfolgungsmaßnahmen der deutschen Besatzungsmacht ausgesetzt“ waren.:S. 210 Die mit diesen Verfolgungen einhergehenden Internierungen hatten allerdings bereits mit der Unterbringung der Flüchtlinge aus dem Spanischen Bürgerkrieg begonnen und basierten auf rechtlichen Grundlagen, die seitens der französischen Regierung bereits Mitte der 1930er Jahre geschaffen worden waren. Die alleine auf Dekreten beruhende Praxis ermöglichte Internierungen auf der Basis von Verwaltungsanordnungen und richtete sich zunehmend auch gegen indésirables français (unerwünschte Franzosen): Kommunisten, Gewerkschafter, Juden und Nomaden. Nach der Befreiung Frankreichs endete nicht für alle Internierten ihre Unterbringung in den Lagern, und neue Gruppen von Menschen wurden interniert, so zum Beispiel nicht französischstämmige Flüchtlinge aus Indochina und aus Algerien.

## Die frühen juristischen Grundlagen der Internierungen
Nach der Machtübernahme der NSDAP im Januar 1933 emigrierten Tausende Flüchtlinge aus Deutschland nach Frankreich. Zunächst nicht direkt gegen sie gerichtet, sondern mehr vor dem Hintergrund der zunehmenden außenpolitischen Bedrohung durch Nazi-Deutschland, erließ die Regierung von Pierre Laval am 8. August 1935 ein Dekret, das den Präfekten im Kriegsfall weitgehende Vollmachten zur Inhaftierung feindlicher Ausländer einräumte.:S. 21 Zu diesem Zeitpunkt lebten etwa 45.000 Deutsche in Frankreich, davon etwa 25.000 politische und jüdische Emigranten, „die Frankreich 1933 mit offenen Armen aufgenommen hatte“.:S. 22
Den politischen Hintergrund dieses Dekrets beschreibt Eggers als ein Zusammenspiel der seit 1933 veränderten innenpolitischen Verhältnisse in Frankreich mit von außen drohenden Angriffen auf nationale Sicherheitsinteressen.

„Gegenüber der Möglichkeit eines Krieges gewinnt im Kontext der geänderten innenpolitischen Machtverhältnisse das traditionell definierte Interesse der nationalen Sicherheit die Oberhand über die Verbundenheit mit den deutschen Hitlergegnern. Das Dekret vom 8. August 1935 ist nicht nur Teil der Kriegsvorbereitung, sondern ebenso ein Ausdruck des allgemein in der Rechten vorherrschenden Mißtrauens gegenüber den antifaschistischen deutschen Flüchtlingen, die als „boches“ und als Linke und/oder Juden gleich doppelt verdächtig erscheinen.“

Trotz dieses Dekrets schien sich unter der der Regierung Laval nachfolgenden Volksfront-Regierung die Situation für die Emigranten zu entspannen. Abschiebungen wurden erschwert, Aufenthaltserlaubnisse für illegal im Land sich aufhaltende Flüchtlinge wurden erteilt und Frankreich unterzeichnete am 4. August 1936 in Genf ein provisorisches Protokoll über einen internationalen Status der deutschen Flüchtlinge, dem am 10. Februar 1938 ein offizielles Abkommen über die Stellung der Flüchtlinge aus Deutschland folgte, das aber in Frankreich erst 1945 ratifiziert wurde.:S. 23
Am 8. April 1938 endete die Volksfront-Regierung unter Léon Blum und Edouard Daladier wurde Ministerpräsident. Dessen Regierung wurde bereits am 12. April 1938 durch ein Gesetz ermächtigt, fortan mit Notverordnungen mit Gesetzeskraft (décret-lois) zu regieren und ergriff sofort Maßnahmen zur Neuregelung der Lage der Ausländer.

„Darunter sind zwei, die Dekrete vom 2. Mai und vom 12. November 1938, die Bestimmungen enthalten, die die Grundlagen für die späteren Internierungen legen. Anders als das Dekret vom 8. August 1935 sind sie direkt nach der Verabschiedung durch den Ministerrat veröffentlicht worden und in Kraft getreten. Vom drei Jahre älteren Text unterscheiden sie sich in einem wesentlichen Punkt: es fehlt jeder Bezug auf die Ausnahmesituation eines Krieges. Im Zentrum beider Texte steht die Vorstellung vom „étranger indésirable“ (unerwünschten Ausländer), dessen man sich zu entledigen habe, und dem der brüderlich zur Arbeit der Nation beitragende Ausländer gegenübergestellt wird. Die Notwendigkeit einer Neuregelung wird mit der abstrusen Situation des „non-délit impossible“ (etwa: der Unmöglichkeit, sich nicht strafbar zu machen) begründet. Tatsächlich kommt es oft vor, daß ein Ausländer administrativ von der Polizei ausgewiesen wird, dem Ausweisungsbefehl jedoch, weil inzwischen staatenlos oder in seinem Herkunftsland gesucht, nicht nachkommen kann. Nach Ablauf der gesetzten Frist zieht die Nicht-Befolgung der Ausweisung eine Gefängnisstrafe mit anschließender erneuter Ausweisung nach sich, und so weiter. Die Schwere der Gefängnisstrafen nimmt dabei von Mal zu Mal zu, handelt es sich doch um Wiederholungstäter.“

## Die Internierungspraxis vor der französischen Kapitulation

### Die Internierung der spanischen Flüchtlinge

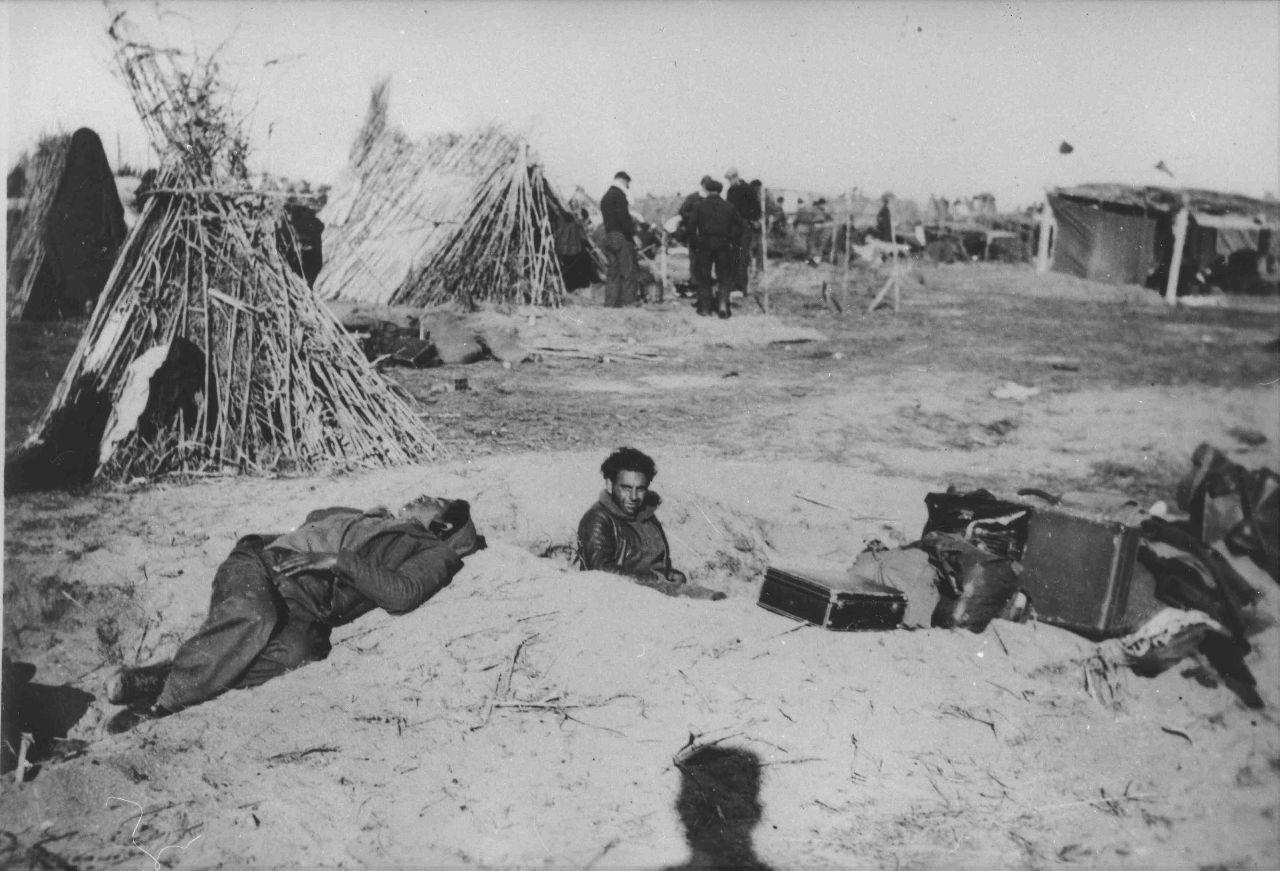
Flüchtlinge, die sich in ihrem Loch im Sand ausruhen, Internierungslager Argelès-sur-Mer 1939

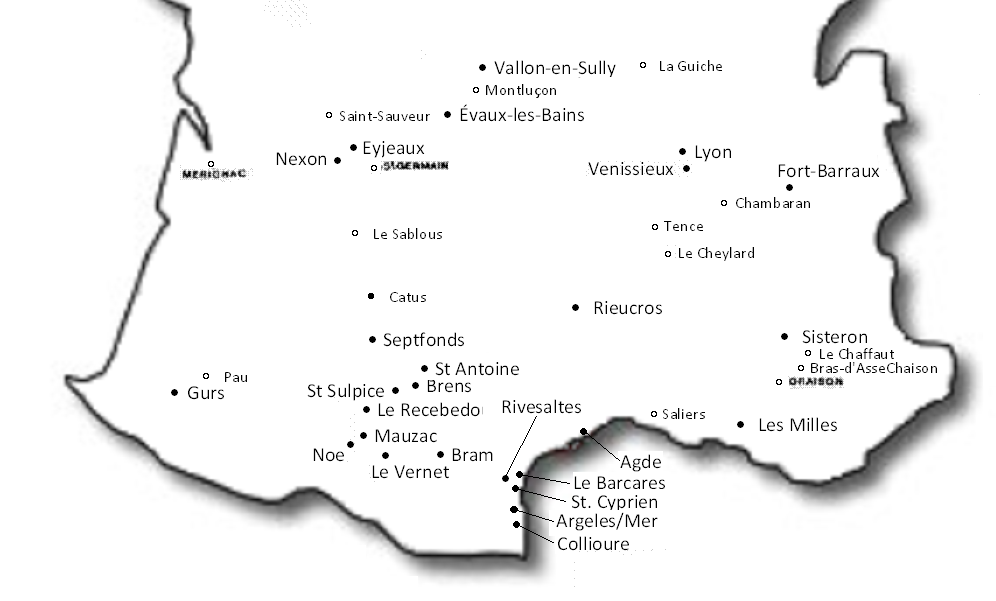
Die Internierungslager in Südfrankreich nach dem Ende des Spanischen Bürgerkrieges, 1939

Die zuvor skizzierte Zeit der ausländerfeindlichen Dekrete des Jahres 1938 war bereits geprägt vom Zustrom spanischer Bürgerkriegsflüchtlinge, der dann nach dem Sieg Francos Hunderttausende zwang, Zuflucht im Süden Frankreichs zu suchen. Auf dem Höhepunkt dieser Flüchtlingswelle entstanden im Januar/Februar 1939 eine Vielzahl improvisierter Lager – sogenannte Centres d'accueil (Aufnahmezentren), Centres de recueil (Sammelzentren) oder Centres d'hébergement (Unterbringungszentren). Sie existierten häufig nur als von Stacheldraht umzäunte Felder, auf denen sich die spanischen Flüchtlinge aus Tannenzweigen und Decken Notunterkünfte errichteten. In Frankreich setzte sich für diese Lager schnell der Begriff Camps de concentration durch, der jedoch eine völlig andere Bedeutung hatte als im Deutschen. Es ging um die aus der Überforderung der Behörden geborene Idee der Konzentrierung der ankommenden Flüchtlinge in Lagern, nicht um deren Vernichtung:S. 37, S. 40 – anders als in dem einzigen von Deutschen errichteten Konzentrationslager auf französischem Boden, dem KZ Natzweiler-Struthof.
Alleine in den drei Lagern Argelès-sur-Mer, Saint-Cyprien und Le Barcarès waren Ende Februar 1939 jeweils „annähernd 100 000 Menschen zusammengepfercht, in Baracken, Autowracks, Löchern im Sand“.:S. 38 Um den Überlastungen der frühen Internierungsstandorte entgegenzuwirken, wurde bereits im Februar 1939 damit begonnen, Lager in benachbarten Departements aufzubauen und auch differenzierte Lagertypen einzurichten – für Frauen, für unruhige Elemente, für Alte und Kranke, für Facharbeiter. Die Verantwortung für das sich so entwickelnde Lagersystem und dessen Insassen wurde ebenfalls im Februar 1939 der Armee übertragen, die diese Aufgabe bis zum 1. November 1940 beibehielt und ab Mai 1939 auch noch für die Arbeitslager verantwortlich wurde.:S. 39 In diesem Lagersystem bewegten sich im Frühjahr 1939 um die 440.000 Menschen, die sich oft auf einer Odyssee von Lager zu Lager befanden.:S. 41 Teil dieser Flüchtlingsbewegung waren auch die Angehörigen der Internationalen Brigaden.
Obwohl die französische Regierung eine Repatriierung der Spanier favorisierte, betrieb sie dennoch, von Ausnahmen abgesehen, keine zwangsweise Abschiebung nach Spanien. Eggers spricht von 70.000 spanischen Flüchtlingen, die bis Ende März freiwillig nach Spanien zurückgekehrt seien. Im Dezember 1939 befanden sich noch 140.000 spanische Flüchtlinge in Frankreich, nachdem bis zu diesem Zeitpunkt, beschleunigt auch durch den Ausbruch des Zweiten Weltkriegs, insgesamt etwa 150.000 bis 200.000 Spanier Frankreich in Richtung Spanien verlassen hatten.:S. 43 f.

### Die Arbeitslager
Am 11. Juli 1938 war das Loi sur l'organisation générale de la nation pour le temps de guerre (Gesetz über die Organisation der Nation in Kriegszeiten) verabschiedet worden, das für Ausländer, die in Frankreich Asyl genossen, die Verpflichtung zu nicht näher definierten gemeinnützigen Arbeiten vorsah. Ein Dekret vom 20. März 1939 bestimmte, dass davon alle zum Bleiben gewillten spanischen Flüchtlinge auch schon zu Friedenszeiten verpflichtet seien. Als Alternative dazu bestand nur die Möglichkeit, sich zum Militärdienst zu verpflichten, wozu ab
Ende September 1939 im Internierungslager Barcarès unter der Aufsicht ehemaliger in Afrika eingesetzter Legionäre drei Régiments de Marche des Volontaires Étrangers (RMVE; Marschregimenter der ausländischen Freiwilligen) gebildet wurden.
Obwohl am 12. April 1939 die zuvor erwähnten Verpflichtungen auf alle männlichen Ausländer zwischen 20 und 40 Jahren ausgeweitet wurden, scheinen bis zum Ausbruch des Zweiten Weltkriegs davon nur die Spanier betroffen gewesen zu sein.

„Im Sommer 1939 werden die CTE beim Ausbau der Maginotlinie, in der Landwirtschaft und beim Straßenbau eingesetzt. Unmittelbar vor Kriegsausbruch existieren auf ganz Frankreich verteilt 79 CTE mit insgesamt 20 000 Mann, ausschließlich Spanier. Gleichzeitig befinden sich noch 79 000 Spanier in den Lagern.“

Die spanischen Prestataires (Dienstleister) wurden vorwiegend als Ersatz für die zum Militärdienst eingezogenen französischen Arbeiter benötigt, um den durch die Mobilmachung verursachten Facharbeitermangel in kriegswichtigen Industriebereichen zu kompensieren.:S. 55 f.

### Zwischen Kriegserwartung und Waffenstillstand
Waren die in Frankreich lebenden deutschen Emigranten bislang trotz der bestehenden gesetzlichen Möglichkeiten noch nicht von Internierungen betroffen, änderte sich dies mit Frankreichs Eintritt in den Zweiten Weltkrieg. Es begann die Zeit des „Internement de ressortissants énnemis“, die Zeit der „Internierung feindlicher Staatsangehöriger“, deren Opfer vor allem in Frankreich lebende Deutsche, Österreicher und deutschsprachige Tschechen wurden. Grundlage für diese Maßnahmen bildete das oben erwähnte Dekrete vom 8. August 1935, das durch ein Dekret vom 1. September 1939 verschärft wurde.

„Zwei Tage nach dem Kriegseintritt Frankreichs werden am 5. September 1939 alle männlichen deutschen Staatsangehörigen zwischen 17 und 50 Jahren durch Plakate und die Presse aufgefordert, sich unverzüglich mit leichtem Gepäck, Besteck und Lebensmitteln für zwei Tage an einem angegebenen Sammelpunkt einzufinden. Am 14. September wird diese Maßnahme auf die 50- bis 65jährigen ausgedehnt.“

Welche Folgen das für die Betroffenen hatte, zeigt exemplarisch das Schicksal des in Paris in der Emigration lebenden Schriftstellers Kurt Stern.
Die Maßnahmen betrafen die in Frankreich sich aufhaltenden NS-nahen Deutschen ebenso, wie antifaschistische Emigranten, wogegen sich innerhalb der französischen Gesellschaft nur wenig Protest erhob.:S. 51, da nach einer weit verbreiteten antikommunistischen Hysterie nach der Verabschiedung des Hitler-Stalin-Pakts auch Linke und Kommunisten aus Deutschland recht pauschal als Agenten Hitlers betrachtet wurden.:S. 52 f. Eine eigentlich geplante Überprüfung der Internierten und deren „criblage“ (Siebung) mit dem Ziel der Freilassung politisch verfolgter Flüchtlinge wurde Mitte September 1939 aufgegeben. In den Centres de rassemblement (CRE; Sammelzentren) – darunter so bekannte wie das Stade de Colombes, das Vélodrome d’Hiver oder das Stade Roland Garros – fand allenfalls eine getrennte Unterbringung der beiden so gegensätzlichen Flüchtlingsgruppen statt.:S. 49 Die Internierten selber wurden durch spezielle Kammern in die Klassen A, B und C eingestuft, wobei nur die Menschen in der letzten Kategorie in Freiheit bleiben durften.:S. 51
Die unterschiedlichen Angaben über die Anzahl der Internierten feindlichen Ausländer im Herbst 1939 deuten auf etwa 14.000 bis 15.000 Personen hin. Um der Überfüllung der Sammelzentren in den großen Städten entgegenzuwirken, erfolgte die Verlegung der Internierten in Lager in den Départements. Eine Folge dieser Umschichtungen war letztlich auch die Eröffnung des Camp des Milles, das zum zentralen Sammellager im Südosten Frankreichs wurde.:S. 50
Zwei Dekrete vom 18. und 29. November 1939 verschärften die Situation der in Frankreich lebenden Deutschen und Österreicher ein weiteres Mal. Angeordnet wurde die Internierung „aller für die nationale Verteidigung und die nationale Sicherheit gefährlichen Personen“, wodurch die Militärbehörden freie Hand erhielten, zu internieren wen sie wollten.:S. 53 f. Proteste gegen die beiden Dekrete führten zwar kurzfristig zu vermehrten Entlassungen, doch ein weiteres Dekret vom 13. Januar 1940 sorgte schließlich dafür, dass den Deutschen das gleiche Schicksal zuteilwurde wie zuvor schon den im Land verbliebenen Spaniern (siehe oben).

„Für Personen, die sich auf das Asylrecht berufen, [wurde] eine Arbeitsdienstpflicht als Prestataire in den CTE ein[ge]führt. Jeder männliche Reichsangehörige zwischen 20 und 48 Jahren muß sich nun für oder gegen den Dienst entscheiden. Eine Weigerung wird als feindlicher Akt angesehen und zieht die dauerhafte Internierung nach sich. Wer aufgrund seines Alters oder eines Gebrechens arbeitsunfähig ist, kann von der Commission de criblage freigelassen werden.“

Auf dieser Bais etablierten die französischen Behörden ein Lagersystem, das für die Reichsdeutschen drei unterschiedliche Lagertypen vorsah:
- Lager für zum Dienst verpflichtete Prestataire (z. B. Internierungslager Huriel);
- Lager für Nicht-Prestaraire (z. B. Internierungslager Cepoy);
- Camps de rassemblement (z. B. das Camp des Milles), „die nun als Durchgangsstationen dienen, wo die Criblage vorgenommen wird und sich nach und nach alle unentschiedenen Fälle ansammeln (Internierte, die auf ihre Befreiung warten, Kranke oder von den Prestataireeinheiten als untauglich Zurückgewiesene etc.)“.[5]:S. 54

Das erwähnte Dekret vom 18. November 1939 schuf jedoch nicht nur die Voraussetzungen für die Verfolgungen und Internierungen der unerwünschten Ausländer. Als Personen, die eine Gefahr für die Landesverteidigung oder die öffentliche Sicherheit darstellen, galten den Behörden auch aus politischen Gründen „unerwünschte Franzosen“: Kommunisten, Gewerkschafter, Pazifisten, elsässische Autonomisten und Zigeuner. Sie konnten auf Beschluss des jeweiligen Präfekten von der Militärbehörde aus ihren Wohnorten entfernt und interniert werden. Ein für sie errichtetes Lager war zum Beispiel das Internierungslager Camp Le Sablou.
Ein Dekret vom 13. Januar 1940, das für die ausländischen Internierten einerseits die Dienstverpflichtung sanktionierte, führte andererseits auch zu mehr Entlassungen, so dass bis Ende Januar 1940 von den einstmals geschätzten 15.000 feindlichen Ausländern 7.000 ihre Freiheit zurück erlangt hatten. Am 1. Mai 1940 befanden sich nur noch 5.300 reichsdeutsche Internierte in den Lagern.:S. 54 f. Insgesamt – unter Einschluss der spanischen Prestataires – lag die Zahl der Prestataires aber immer noch sehr hoch und lag nach einer von Eggers zitierten Quelle Mitte des Jahres 1940 bei etwa 70.000 Personen.:S. 57
Eggers weist noch auf zwei besondere Internierungsformen zwischen Kriegsausbruch und Kapitulation hin. Die eine betrifft die Emigranten, die sich freiwillig – auch als Alternative zum Dienst in den CTEs – zum Militärdienst melden wollten, und Ausländer, die bei Kriegsausbruch nach Frankreich kamen, um ebenfalls an der Seite der französischen Armee zu kämpfen. Das Militär tat sich mit diesen teilweise recht zahlreichen Kriegsfreiwilligen sehr schwer und schloss vor allem Deutsche und Italiener vom Dienst in den eigens gebildeten Régiments de marche des volontaires étrangers (freiwilligen Marschbataillonen für Ausländer) aus; die Furcht vor Fünften Kolonnen überwog. Die Regierung Daladier setzte dann aber dennoch durch, dass sich Deutsche für die Dauer des Krieges für die Fremdenlegion verpflichten konnten, allerdings nur für den Dienst in Nordafrika und in der Levante, und sie durften nicht gegen die deutsche Wehrmacht zum Einsatz kommen. Damit blieb ihnen das verwehrt, was eigentlich der Grund ihres Wunsches war, dem Militär beizutreten.:S. 57 f. Nach Vormeier hatten sich im Frühjahr 1940 etwa 9.000 Emigranten zur Fremdenlegion gemeldet.:S. 214 Welche Folgen das haben konnte, hat Moritz Neumann am Schicksal seines Vaters Hans beschrieben, der sich zusammen mit einem Freund – beides ehemalige Spanienkämpfer – noch am 14. Juni 1940 freiwillig zum Dienst in der Legion verpflichtete, weil er sich davon mehr Sicherheit vor den voranrückenden Deutschen versprach. Über das Schicksal dieser Freiwilligen berichten Fabian und Coulmas:

„Die ehemaligen „Freiwilligen“ in Nordafrika arbeiteten größtenteils in Kohlenminen oder am Bau der Trans-Sahara-Eisenbahn, die Dakar mit Algier verbinden sollte. Das Klima war mörderisch, und mehrere Hundert Flüchtlinge starben aus Überarbeitung und Erschöpfung. Insgesamt waren 5000 bis 6000 Emigranten beim Bau der Trans-Sahara-Linie eingesetzt. Als zu viele von ihnen durch Tod oder Krankheit ausfielen, ordneten die Vichybehörden im Mai 1941 in Marseille eine Razzia auf jüdische Emigranten an, „um die Lücken zu füllen“. Die Unglücklichen wurden an Bord der SS-Massilia nach Algerien geschifft und wie die ehemaligen „Legionäre“ interniert. Sie sollten erst mit der Landung der Alliierten in Nordafrika ihre Freiheit wiedererlangen.“

Noch übler erging es teilweise den Ausländern, die gerade wegen ihres Wunsches, an der Seite Frankreichs kämpfen zu wollen, ins Land kamen. Sie wurden oft schon bei ihrer Ankunft in Frankreich interniert, was auch viele Zionisten betraf, die aus Palästina nach Frankreich kamen. „Einige werden direkt bei ihrer Ankunft, andere nach einer Zeit beim Militär interniert, und manche haben die französischen Lager erst zur Deportation nach Auschwitz wieder verlassen.“:S. 60
Leichter als die Deutschen hatten es offenbar polnische und tschechische Staatsbürger, die in Frankreich lebten und der französischen Armee als Freiwillige beitreten wollten. Eggers spricht von 46.900 Polen und 9.000 Tschechen, die am 1. Mai 1940 mobilisiert waren und nach der französischen Kapitulation teilweise in deutschen Kriegsgefangenenlagern landeten. Von den Deutschen seien sie wie französische Kriegsgefangene behandelt worden, doch bei ihrer Rückkehr nach Frankreich nach ihrer Freilassung oder Flucht seien sie von den französischen Behörden in die Internierungs- oder Arbeitslager gesteckt worden.:S. 60 f.

### Die Internierung „unerwünschter Franzosen“
Neben den spanischen Bürgerkriegsflüchtlingen und den vorwiegend deutschen und österreichischen Emigranten, denen ab 1939 die Internierung als étrangers indésirables (unerwünschte Ausländer) drohte, waren nach dem Ausbruch des Zweiten Weltkriegs aber auch bestimmte Gruppen von Franzosen als indésirables français (unerwünschte Franzosen) von der Internierung bedroht. Zunächst auf der Basis des Dekrets vom 18. November 1939, das am 22. Dezember 1939 durch eine Dienstanweisung des Verteidigungsministeriums verschärft wurde, drohte allen Individuen, die im Verdacht standen, die nationale Verteidigung oder die öffentliche Sicherheit zu gefährden, die Unterbringung in Compagnies spécials de passage (speziellen Durchgangskompanien) an.:S. 62 f.
Betroffen von diesen Maßnahmen waren vor allem Kommunisten und zusätzlich noch vorbestrafte Franzosen, zu denen sich als besondere Kategorie bald auch vom Militärdienst ausgesonderte Menschen gesellten. Durch Dienstanweisungen des Generalstabschefs des Heeres vom 22. und 23. März 1940 wurden zwei Spezialkommandos gebildet:
- Mehrfach vorbestrafte Wehrpflichtige wurden in neun Compagnies spéciales de travailleurs exclus (Spezialkommando für ausgeschlossene Arbeiter) zusammengefasst.
- In den drei Compagnies spéciales de travailleurs indésirables (Spezialkommandos für unerwünschte Arbeiter) landeten kommunistische Aktivisten.

Die Männer unterstanden dem Militär und wurden im April 1940 in die Alpen abkommandiert, wo sie bei Erdarbeiten und im Straßenbau eingesetzt wurden. Einer ihrer wichtigsten Stützpunkte war das Fort Barraux bei Grenoble, das nach dem Waffenstillstand eines „der ersten für Franzosen reservierten Internierungslager“ wurde.

„Die Compagnies spéciales existieren bis zum 30. Oktober 1940. Als am 1. November 1940 das gesamte Lagersystem vom Verteidigungsministerium an das Innenressort übergeht, betrachtet die Innenverwaltung ihre Angehörigen als Internierte, ohne daß für einen einzigen von ihnen eine Präfektur eine Internierungsanordnung ausgestellt hätte. Für die meisten ist es der Beginn eines langjährigen Lageraufenthalts.“

Eine in Frankreich lange Zeit verdrängte Geschichte war die der Ausgrenzung jener Menschen, die hier als Nomaden (Nomades), Zigeuner (Tsiganes) oder Manouches bezeichnet wurden und werden. Im April 1940 wurden auch sie zu unerwünschten Franzosen, die zwangsweise in Sammellagern (Centre de Rassemblement) oder Zentren für überwachten Aufenthalt (Centre de sejour surveille) interniert wurden. In der Folge wurden in Frankreich etwa 30 Zentren geschaffen, von denen 25 ausschließlich für Sinti und Roma reserviert waren – darunter so bekannte wie das Internierungslager für Nichtsesshafte in Montreuil-Bellay oder das Camp de Jargeau.

### Internierungen im Vorfeld der französischen Kapitulation
Nach Eggers war die Zeit ab Mai 1940 vor allem geprägt von der Jagd nach einer nie existierenden Fünften Kolonne, die zu wahllosen Internierungen ausländischer Flüchtlinge geführt hätte.:S. 64 f. Der beginnende deutsche Westfeldzug löste dann auch in Belgien eine Verfolgungswelle vor allem gegen dort lebende Deutsche und Österreicher aus, die in eine willkürliche Verhaftungswelle mündete. Doch neben diesen unerwünschten Ausländern gerieten auch in Belgien Inländer ins Visier der Behörden: belgische Kommunisten, flämische Nationalisten und Mitglieder der faschistischen Rex-Partei.:S. 65
Die belgischen Behörden waren mit den wahllosen Verhaftungen überfordert und baten deshalb am 11. Mai 1940 Frankreich, einen Teil der in Belgien unerwünschten Ausländern zu übernehmen. Aufgrund der Zusage verließen bereits am 12. Mai mehrere Transportzüge Brüssel. Nach einem Zwischenstopp in Tournai wurden die Ausgewiesenen schließlich in Internierungslager südlich der Loire verbracht (unter anderem in die Internierungslager Loriol und Le Fauga). Aus Furcht vor der näherrückenden deutschen Wehrmacht erfolgte jedoch Ende Mai/Anfang Juni 1940 die Verlegung der aus Belgien stammenden Internierten nach Saint-Cyprien, zum Teil aber auch nach Le Vernet.:S. 65 f. Nach Eggers lässt sich die Zahl der in Belgien verhafteten und dann nach Frankreich deportierten Menschen nur schätzen; er geht von mindestens 6.000 Betroffenen aus, vermutet aber, dass die tatsächliche Zahl näher bei 10.000 lag.:S. 65 ff.
Parallel zu dieser Art Amtshilfe für die belgischen Behörden schreiten auch die französischen Repressionen gegen die unerwünschten Ausländern im eigenen Land voran. Eine Anordnung des Innenministeriums vom 12. Mai 1940 verfügte, dass „alle Deutschen, Österreicher, Danziger, Saarländer sowie alle Ausländer unbestimmter Nationalität, aber deutscher Herkunft zwischen 17 und 56 Jahren“:S. 67 zu internieren sind. Am 13. Mai verkündete ein Aushang in Paris, dass sich alle Männer, auf die diese Kriterien zutrafen, am 14. Mai 1940 im Buffalo-Stadion einzufinden hätten, die Frauen am 15. Mai 1940 im Vélodrome d’Hiver. Bekannte Internierte im Buffalo-Stadion waren etwa der Zeichner Horst Rosenthal und der oben schon zitierte Schriftsteller Kurt Stern.
Das Buffallo-Stadion und das Vélodrome d’Hiver waren jedoch nur Sammel- und Durchgangslager. Die Internierten wurden von hier bereits wenige Tage später in Internierungslager in der Provinz verlegt, womit für Viele (so z. B. für Adolf Moritz Steinschneider) eine langjährige Lagerkarriere begann. Die Frauen aus dem Vélodrome wurden einschließlich ihrer Kinder ins Camp de Gurs verlegt, das zum Frauen-Sammellager wurde, in dem sich am Tag des Waffenstillstands 9.771 Frauen befanden (7.112 Deutsche, 2.171 Österreicherinnen).:S. 68
In den Regionen außerhalb von Paris spielten sich ähnliche Aktionen nur wenige Tage zeitversetzt ab. Für die betroffenen Männer an der Côte d’Azur lautete die Aufforderung, sich ins Camp des Milles zu begeben. Dass die französischen Behörden aber kaum noch die Tragweite ihres Handelns überblickten, zeigt das Beispiel der Italiener, deren Internierung ebenfalls angeordnet worden war.

„Nachdem Mussolini am 10. Juni Frankreich den Krieg erklärt hat, befiehlt ein Circulaire vom 11. Juni, nun auch alle italienischen Staatsangehörigen zu internieren. Angesichts der Anwesenheit von 950 000 Italienern im Lande und der fortgeschrittenen Auflösung der Verwaltung auf allen Ebenen bleibt diese Anordnung praktisch folgenlos. Sie hätte die Entvölkerung ganzer Städte und die Lähmung ganzer Industriezweige in
der noch vom Krieg verschonten Südhälfte des Landes zur Folge gehabt.“

Mit dem Näherrücken der Deutschen startete zugleich auch ein Transfer der Internierten aus den nordfranzösischen Lagern in Richtung Süden, wobei wiederum das Camp des Milles ein bevorzugter Zielort war. Wie sehr „die Transfers den Charakter improvisierter Flucht“ hatten, verdeutlicht die Geschichte des sogenannten Gespensterzuges, durch den versucht wurde, etwa zweitausend Internierte aus dem Camp des Milles vor dem Zugriff der Deutschen zu retten. Erst nach einer mehrtägigen Irrfahrt durch den Süden Frankreichs fand der Transport in einem Lager in der Nähe von Nîmes einen vorläufigen Bestimmungsort. Die Geschichte dieses „Gespensterzuges“ wurde sowohl von Lion Feuchtwanger als auch von Alfred Kantorowicz in ihren Erinnerungen beschrieben.
Eggers sieht allerdings in den französischen Bemühungen, die Emigranten dem Zugriff der Deutschen zu entziehen, kein Indiz für eine grundsätzlich verständnisvolle Haltung des französischen Militärs gegenüber der Notlage der gefährdeten Emigranten. Er vermutet dahinter vielmehr als Motiv eine gewisse Furcht: Vor allem den in Frankreich sich aufhaltenden Auslandsdeutschen seien Sympathien für das Deutsche Reich unterstellt worden und hätten diese so aus französischer Sicht zu einer potentiellen Gefahr in Frontnähe gemacht.:S. 69 Die schon erwähnte Angst vor einer Fünften Kolonne wirkte fort.

## Die Internierungspraxis des Vichy-Regimes

### Das Internierungssystem im unbesetzten Teil Frankreichs
Die Situation nach dem Waffenstillstand war für die Internierten in der freien Zone von zwei Entwicklungen geprägt: Von den als Zumutung empfundenen Bestimmungen des Artikels 19 des Waffenstillstandsabkommens und den unterschiedlichen Interessen innerhalb des Vichy-Regimes im Umgang mit diesen Bestimmungen.

Die Aufteilung Frankreichs nach dem Waffenstillstand von Compiègne

Der Artikel 19 regelte zunächst einmal, dass alle, die in Frankreich „wegen einer Tat zugunsten des Deutschen Reiches festgenommen und verurteilt sind, […] unverzüglich den deutschen Truppen zu übergeben“ waren. Unmut rief jedoch eine weitere Bestimmung hervor, die direkt die aus politischen Gründen in Frankreich lebenden Menschen betraf:

„Die französische Regierung ist verpflichtet, alle in Frankreich sowie in den französischen Besitzungen, Kolonien, Protektoratsgebieten und Mandaten befindlichen Deutschen, die von der Deutschen Reichsregierung
namhaft gemacht werden, auf Verlangen auszuliefern.“

Diese auch in französischen Militärkreisen umstrittene Regelung, die „der Ehre Frankreichs und der Asylpraxis“ widerspräche:S. 217, verschaffte den deutschen Besatzern „legale, völkerrechtlich «abgesicherte» Mittel – in Anlehnung an die Auslieferungsbedingungen des Versailler Vertrags von 1919 – um die Jagd auf die nach Frankreich geflüchteten «Volksverräter und -feinde» zu betreiben“.:S. 216 f. Nach Vormeier standen sich bei der Auslegung des Artikels 19, Absatz 2, zwei Fraktionen der Vichy-Regierung gegenüber: das eher zurückhaltend agierende Außenministerium und die Verantwortlichen im Innenministerium und in der Polizei, die intensiv auf eine deutsch-französische Polizeikollaboration hinarbeiteten.:S. 217
Gleichwohl entwickelte sich in der ersten Zeit nach der Unterzeichnung des Waffenstillstands eine für die Betroffenen chaotische Situation. Einerseits kam es zu größeren Entlassungen aus den südfranzösischen Lagern, wenn die Internierten unter anderem einen Wohnsitz in der unbesetzten Zone nachweisen konnten, andererseits wurden diese Freilassungen, von einigen Ausnahmen abgesehen, im August wieder rückgängig gemacht. Anfang September 1940 sollten auch Prestataires unter bestimmten Bedingungen freigelassen werden, doch am 27. September wurde für diejenigen von ihnen, die den Freilassungskriterien nicht genügten, die Eingliederung in neue Arbeitsbataillone verfügt. aus den Compagnies de Travailleurs Étrangers (CTE) wurden die Groupes de Travailleurs Étrangers (GTE), in die auch die noch immer zahlreichen Exil-Spanier dienstverpflichtet wurden. Diese GTEs wurden nicht nur in der unbesetzten Zone eingesetzt, sondern auch in den französisch beherrschten Gebieten Nordafrikas.:S. 217
Ein Dekret vom 3. oder 4. Oktober 1940, das die Grundlagen für die Diskriminierung und Ausgrenzung der Juden schuf, die sich, sofern sie seit 1927 Franzosen geworden waren, einer Überprüfung durch eine Sonderkommission stellen mussten, führte auch zur Internierung der in der Südzone lebenden ausländischen Juden, und zu ihnen gesellten sich die im Rahmen der Wagner-Bürckel-Aktion aus Südwest-Deutschland deportierten Juden. Im November 1940 ging die Verwaltung der mittlerweile wieder stark belegten Lager vom Militär auf das Innenministerium über, wo sie bis Kriegsende auch verblieb.:S. 218
In dieser zweiten Hälfte des Jahres 1940 gab es zwei weitere Bestrebungen aus politisch völlig gegensätzlichen Lagern, deutsche Internierte nach Deutschland zurückzuholen.
- „Einige hundert deutsche und österreichische Freiwillige der Internationalen Brigaden stellten im Sommer 1940 einen Rückführungsantrag. Die Vertreter der kommunistischen Parteien Deutschlands und Österreichs hatten nämlich bereits im Iuli 1940 ihren in Südfrankreich internierten Parteimitgliedern geraten, Rückführungsanträge nach Deutschland zu stellen, um dort weiter gegen den Faschismus zu kämpfen. Im April 1941 kehrten auf diese Weise ungefähr 250 Parteimitglieder freiwillig ins Deutsche Reich zurück.“[2]:S. 233, Anmerkung 17 Welche Auswirkungen diese Idee auf das Zusammenleben der internierten Genossen hatte, beschrieb der zu der Zeit in Le Vernet internierte Walter Janka in seinen Erinnerungen.[15]
- Eben jene, die auf diese Weise von ihren eigenen Parteigenossen zur Rückkehr in den Herrschaftsbereich der Nazis gedrängt wurden, waren aber auch eine der Zielgruppen des Artikels 19, Absatz 2, des Waffenstillstandsabkommens. Um dessen Umsetzung zu überprüfen und entsprechende Rückführungs- und Auslieferungsaktionen in die Wege zu leiten, bereiste zwischen dem 27. Juli und dem 3. September 1940 die sogenannte Kundt-Kommission die französischen Internierungslager.

Welches Bild die Kommission über die Zahl der Internierten tatsächlich erhalten hat, ist nach Eggers kaum feststellbar. Ein auf den Bericht eines Kommissionsmitglieds gestützte Auswertung von ihm ergab 35.000 Internierte, darunter 8.760 arische Reichsdeutsche. Eine von französischen Behörden der Kommission übergebene Aufstellung kam nur auf 17.190 Internierte, die sich wie folgt verteilten: a) 5.889 den deutschen Behörden übergebene Internierte; b) 286 in Frankreich freigelassene Internierte; c) 78 Internierte, die zurück ins Reich wollen und d) 10.937 Internierte, die sich auf das Asylrecht beriefen. Ruth Fabian und Corinna Coulmas gehen davon aus, dass „insgesamt […] nur wenige führende Oppositionspolitiker im Exil durch die Kundt-Kommission verhaftet“ wurden, sie weisen aber darauf hin, dass die von der Kommission erstellten Namenslisten an den Grenzübergängen und in den Häfen den französischen Behörden vorlagen und zu einer Gefahr bei Ausreiseversuchen werden konnten.
Ende November 1940 beschloss das Vichy-Regime, die Auswanderung von Ausländern aus Frankreich zu ermöglichen. Dieser Beschluss wurde Mitte Dezember 1940 präzisiert. Im Prinzip sollte jeder deutsche Staatsangehörige ausreisen dürfen – ausgenommen allerdings jene, die auf der von der Kundt-Kommission erstellten Liste standen. Opfer dieser Maßnahmen waren zum Beispiel Rudolf Hilferding und Rudolf Breitscheid, die trotz vorhandener Einreisevisa der USA nicht ausreisen durften und an die Gestapo ausgeliefert wurden.:S. 221 Mehr Glück hatte dagegen der auch auf der Liste stehende Walter Mehring.
Im November 1941 erfolgte auf Druck der Gestapo eine weitere Einschränkung der Ausreisemöglichkeiten für Deutsche, die wohl vor allem Juden betraf.:S. 221 & S. 234, Anmerkung 21 Als dann im August 1942 das Vichy-Regime aus eigenem Ermessen Razzien gegen jüdische und nicht-jüdische Flüchtlinge initiierte, griff sie ebenfalls auf die Listen der Kundt-Kommission zurück, ohne sich allerdings auf diese zu beschränken.
Es gab zwar ausländische Proteste gegen die Internierung und Auslieferung der Emigranten, doch die Vichy-Regierung bekannte sich am 21. April 1941 in einem Schreiben an Hugo Geißler, den Chef der deutschen Kriminalpolizei in Vichy, ausdrücklich zu einer Zusammenarbeit bei der Auslieferung der „wegen Strafvergehen verurteilte Individuen, […] Kommunisten oder Anarchisten, die die deutsche Gesellschaftsordnung bekämpft haben und somit für beide Länder als gefährlich angesehen werden können.“ Sich auf dieses Schreiben beziehend, urteilt Vormeier:

„Mit der im April 1941 bereits offiziell konsolidierten Zusammenarbeit zwischen der deutschen und der französischen Polizei waren auch jene Grundlagen geschaffen worden, die ab Sommer 1942 im Rahmen der Kollaboration die Deportationen von über 76000 französischen und ausländischen Juden – unter ihnen über 7000 Deutsche – aus Frankreich ermöglichten.“

### Die Internierungspraxis nach der vollständigen Besetzung Frankreichs
Die überwiegend prekären Lebensbedingungen in den Internierungslagern sind vielfach beschrieben worden, so unter anderem von Lion Feuchtwanger, Alfred Kantorowicz oder Arthur Koestler. Meist stand dabei die Situation der großen Lager im Vordergrund (Camp des Milles, Camp de Gurs, Le Vernet). Koestler urteilte über Le Vernet:

„Das Lager wurde mit einer für die französische Verwaltung typischen Mischung aus Dummheit, Korruption und Laissez-faire geleitet.“

Ruth Fabian und Corinna Coulmas weisen aber darauf hin, dass die Lebensbedingungen von Lager zu Lager trotz durchgängiger Mängel verschieden und diese keine Vernichtungszentren waren. Und trotz des oft schikanösen bis brutalen Umgangs des Wachpersonals mit den Internierten unterschied sich die Behandlung in den Lagern immer noch von der in den deutschen Konzentrationslagern.
Egers und Fabian/Coulmas beschreiben ausführlich die Lebensbedingungen in unterschiedlichen Camps, und Eggers urteilt über die zumeist hoffnungslose Situation der Internierten, für die exemplarisch das Schicksal von Adolf Moritz Steinschneider steht:

„Kriegsgefangene hoffen auf die Heimkehr, Strafgefangene auf Entlassung und auf ein Wiedersehen mit den Angehörigen. Die Menschen in den Internierungslagern sind in einer Situation, die ähnlich, aber doch ganz anders ist. Oft sind ganze Familien im Lager oder, noch schlimmer, in verschiedenen Lagern. Das Leben „draußen“ wird nach jahrelanger Internierung fast unvorstellbar. Rückkehr zur Normalität der Vorkriegsjahre ist insbesondere für die vertriebenen deutschen Juden praktisch undenkbar geworden. Man hat sie entwurzelt, und ihre Hoffnungen richten sich auf einen neuen Anfang. Der erste Schritt dazu kann nur die Entlassung sein.“

Eine leichte Verbesserung für die Internierten ergab sich, als die Vichy-Regierung 1941 21 ausländischen Hilfsorganisationen, die sich im Comité de Nîmes zusammenfanden, die Erlaubnis erteilte, sich in den Lagern um die Menschen zu kümmern. Außerdem durften nun 300 internierte Ärzte in den Lagern ihren Beruf auszuüben.
Im Juni 1941 begannen auch die Deutschen, sich für das Arbeitskräftepotential in den Lagern zu interessieren. Während die Kundt-Kommission die aus deutscher Sicht gefährlichen Elemente nach Deutschland zurückführen wollte, begann nun die Organisation Todt, die Lager nach Arbeitskräften zu durchkämmen, um diese beim Bau der Befestigungsanlagen an der Atlantikküste einzusetzen.:S. 282 Zugleich verstärkte die Vichy-Regierung ihre eigenen Anstrengungen zum Einsatz der GTE (Gruppen ausländischer Arbeiter), die vorwiegend zum Straßenbau im Forstwesen und in der Landwirtschaft eingesetzt wurden. Verschärfte Bedingungen galten dabei für die jüdischen GTE-Angehörigen.

„Juden wurden in Spezialgruppen zusammengefasst und gewöhnlich nicht autorisiert, individuelle Anstellungen anzunehmen. Die jüdischen Einheiten wurden zu Schwerarbeit abkommandiert (Steinbruch, Straßenbau etc.) oder zu gesundheitsschädlichen und gefährlichen Aufgaben herangezogen. So war eine jüdische Gruppe in einer Arsenik-Fabrik in Anzou (Haute Loire) beschäftigt, und eine weitere arbeitete in einer Pulverfabrik.“

Durch die Arbeitseinsätze erfüllten sich zwar nicht grundsätzlich die von Eggers erwähnten Hoffnungen auf Entlassung, doch es gab Erleichterungen in diese Richtung. GTE-Angehörige, „deren Frauen vom Präfekten des Departements eine Aufenthaltsgenehmigung erhielten, durften mit ihren Familien zusammenwohnen. Diese Fälle waren jedoch selten, und alle übrigen erhielten nur alle sechs Monate zehn Tage Urlaub, und auch das oft mehr im Prinzip als in der Realität.“ Möglich waren auch krankheitsbedingte Abgänge aus einer GTE, was aber mit der Gefahr einer Überstellung in ein Invalidenlager verbunden war und ab 1942 auch mit der Gefahr einer Deportation. Die Chance auf eine Emigration war nur noch wenigen vergönnt.
Eine GTE-Einheit – etwa 300 Mann – unterstand in der Regel einem Offizier, dem fünf bis sechs Wächter zur Seite standen. „Der Offizier erhielt einen Monatslohn von zu jener Zeit astronomischer Höhe (4500 F), und das Wachpersonal freie Ernährung und einen Monatslohn von 1000 bis 2000 Francs.“ Die Männer der GTE wurden für ihre körperlich anstrengende Arbeit aber üblicherweise nur mit vier Francs pro Tag entlohnt und mussten auch noch Abstriche bei ihrer Versorgung hinnehmen, denn häufig klaffte eine Lücke zwischen den zugesagten und den tatsächlich zugeteilten Lebensmittelrationen, da das Wachpersonal und die Lagerleitung von den Zuteilungen einiges für sich abzweigten.
Ein TE (Fremdarbeiter) ohne spezielle Qualifikationen erhielt für seine Arbeit 50 Centimes pro Tag, was damals dem Lohn eines gewöhnlichen Soldaten entsprach. Für Verheiratete war im Prinzip eine Unterstützung von sieben Francs pro Tag für seine Frau und 4,50 Francs für jedes Kind vorgesehen. Aussagen von Emigranten zufolge wurde diese jedoch häufig nicht ausgezahlt.
Im Oktober 1941 nahm das Sammellager Drancy seinen Betrieb auf. Es entwickelte sich in den Folgejahren zum berüchtigten Durchgangslager, von dem aus die vom Vichy-Regime und den Besatzungstruppen verhafteten Juden in die Vernichtungslager des Ostens deportiert wurden. Der erste Deportationszug verließ Drancy im März 1942 und war der Auftakt zu der im Sommer 1942 vom Vichy-Regime und den Deutschen betriebenen Judenverfolgungen.
Was in Paris unter Deutscher Verantwortung begonnen hatte, setzte sich im August und September 1942 in der noch unbesetzten Zone unter der Verantwortung des Vichy-Regimes fort und machte auch vor den Juden in den GTE nicht halt, wie Eggers am Beispiel vieler Einzelschicksale zeigt.:S. 308 ff. Eggers spricht von 41.951 Personen, die zwischen dem 27. März und dem 11. November 1942 aus rassenideologischen Gründen aus Frankreich deportiert wurden; 11.500 von ihnen waren zuvor in Lagern der unbesetzten Zone interniert. Da sich das Vichy-Regime aber noch weigerte, französische Juden an die Deutschen auszuliefern, waren von diesen Deportationen aus der unbesetzten Zone die sich dort aufhaltenden ausländischen Juden besonders betroffen.:S. 376 f.
Nach diesen großen Deportationen ging deren Zahl in den folgenden Monaten stark zurück, unter anderem auch deshalb, weil die Judenrazzien für Unruhen unter der französischen Bevölkerung gesorgt hatten und die Vichy-Regierung um ihren Rückhalt fürchtete. Als im Februar 1943 – nach der im November 1942 erfolgten Besetzung der freien Zone durch die Deutschen – die Deportationen aus Gurs in kleinerem Maße wieder aufgenommen wurden, hatte sich zwischenzeitlich auch die Funktion der Lager verändert.

„Die Internierungslager [sind] nur noch Durchgangsstationen auf dem Weg nach Drancy. Nachdem sie im Sommer 1942. als „Reservoir“ dienten, aus dem die Pariser SS sich mit Hilfe der französischen Regierung bediente, befinden sich 1943 im gesamten Lagersystem einschließlich der Arbeitslager nie mehr als 4000 Juden, meist Alte und Kranke oder Frauen mit Kleinkindern, an deren Deportation kein vorrangiges Interesse besteht. Durch die Besetzung ganz Frankreichs hat sich außerdem der gesamte Rahmen grundlegend gewandelt. Nun sind es oft die Deutschen selbst, die in der Südzone die Verhaftungen vornehmen, auch deshalb, weil die französische Polizei zunehmend widerspenstig wird.“

Nach Eggers hatte der Funktionswandel der großen Internierungslager keine Auswirkungen auf die Arbeitslager und die GTE; nur etwa 5.000 GTE-Angehörige fielen den Deportationen zum Opfer. Anfang 1943 waren noch etwa 1.500 jüdische Arbeiter in den Einheiten.:S. 188 Nach der Besetzung der Südzone wurden die GTE zunehmend von der Organisation Todt für deren Baustellen am Atlantikwall herangezogen. Das galt auch für die verbliebenen jüdischen Arbeiter, für die das Camp de Noé „zu einem Sortierzentrum der Iuden für die Organisation Todt“ geworden war.
Der verstärkte Zugriff auf die GTE genügte aber nicht, um den Arbeitskräftebedarf der Deutschen zu befriedigen. Es ging dabei nicht nur um die Arbeiten an den Befestigungsanlagen am Atlantik, sondern auch um den Arbeitskräftemangel im Kerngebiet des Deutschen Reiches. Fritz Sauckel verlangte im Sommer 1942 „zusätzlich zu den über 1,5 Mio. französischen Kriegsgefangenen und den über 100.000 freiwillig in Deutschland Arbeitenden – weitere hunderttausende Arbeitskräfte“ aus Frankreich. Nachdem das Vichy-Regime dieser Forderung erst mit einem „freiwilligen Dienst („Relève“ = eine Art Tauschgeschäft drei Arbeiter gegen Rückkehr eines Kriegsgefangenen)“ nachkommen wollte, führte sie nach dem Scheitern dieses Plans im September 1942 eine Dienstverpflichtung ein, die eine zweijährige Arbeitspflicht für die geburtenstarken Jahrgänge 1920 bis 1922 vorschrieb.

## Das offene Ende der Internierungspraxis
Die seit dem 6. Juni 1944 verstärkt vorangetriebene Befreiung Frankreichs bedeutete nicht automatisch das Ende des Internierungssystems in Frankreich und Sicherheit für die bisher Internierten. Die Deutschen verlangten vom Vichy-Regime die Auslieferung sämtlicher Insassen der Lager in der Südzone, wobei es sich bei diesen zu diesem Zeitpunkt hauptsächlich um internierte Franzosen und aus politischen Gründen Internierte handelte. Das Vichy-Regime beugte sich diesem Auslieferungsverlangen, doch das war – anders als von Eggers behauptet – nicht das Ende der „Geschichte der Lager Vichys“.:S. 397 Es gab immer noch Juden in den Lagern, die waren zwar bald frei, doch blieb ihnen mangels anderer Alternativen häufig nichts anderes übrig, als in den Lagern auszuharren.

„Für Hunderte von Juden in den Lagern von Südfrankreich hat die Befreiung keine Veränderung ihrer Wohnverhältnisse mit sich gebracht. Sie sind frei, ja - aber sie wissen nicht, wohin sie gehen sollen. So bringen sie den Winter im gleichen Lager zu, in dem man sie gefangen gehalten hatte. Die Mehrzahl der Lagerinsassen von Montauban und Masseube haben beschlossen, in ihren Baracken zu bleiben, obwohl es ihnen freisteht, sie zu verlassen. Ihre Wohnungen in Paris oder sonst wo in Frankreich sind verloren, ihre Möbel von den Deutschen abtransportiert worden, die Familien sind zerstreut, und es stehen zur Zeit keine Mittel zur Verfügung, die Notdürftigen mit mehr als Unterkunft und Nahrung zu versorgen — und das erhalten sie auch in den Lagern. Wenn man sie nach Paris bringen würde, wären sie ohne Wohnung und ohne Arbeit. Diejenigen, die einst Güter besessen haben, mussten feststellen, daß die Prozesse für die Rückerstattung ihres Vermögens oder ihres Grundbesitzes noch nicht begonnen haben.“

Zu dem Zeitpunkt, zu dem dieser Korrespondentenbericht entstand, griff abermals eine „Fünfte-Kolonne-Hysterie“ um sich. Opfer waren aus den Lagern entlassene deutsche und österreichische Juden, die erneut in Drancy und in Les Lilas im Internierungslager Fort de Romainville gefangengehalten wurden, bis bewiesen war, dass sie Nazi-Opfer und keine Kollaborateure waren. Parallel dazu hatten die ehemals Internierten mit einem Anwachsen des Antisemitismus in der französischen Gesellschaft zu kämpfen.
Für die „Nomaden“ blieben ihre Lager aus der Vichy-Zeit vielfach auch über das Kriegsende hinaus Internierungsorte. So konnten viele Insassen des oben schon erwähnten Lagers von Montreuil-Bellay den Ort ihrer Internierung erst 1946 verlassen – zwei Jahre nach der Befreiung Frankreichs, und parallel zu ihnen wurden hier, wie in anderen Lagern auch, deutsche Kriegsgefangene einquartiert, und in sehr vielen Fällen dienten die alten Lager auch zum Wegsperren jener Französinnen und Franzosen, die von ihren Landsleuten nach der Befreiung der Kollaboration mit den Deutschen beschuldigt wurden.
Aus dem Internierungslager Camp du Moulin du Lot wurde in den 1950er Jahren ein Centre d'accueil des Français d'Indochine (CAFI), ein Auffanglager für Rückkehrer aus Indochina nach Frankreichs Niederlage in der Schlacht um Điện Biên Phủ.
Auch im Camp d’Astor in Bias wurden gegen Kriegsende in Frankreich zwangsverpflichtete Arbeitskräfte aus Französisch-Indochina untergebracht, dann Flüchtlinge aus Indochina. Im Zuge des Algerienkriegs wurde das Camp 1962 zum Centre d'accueil de rapatriés d'Algérie (CARA, Aufnahmezentrum für Algerien-Rückkehrer). Untergebracht wurden hier allerdings nur die Harkis und ihre Familien, nicht die französischstämmigen Algerienrückkehrer. Das Lager, in dem bis zu 1.300 Familien gleichzeitig wohnten, war von Stacheldraht umgeben und das Leben dort wurde bis 1975 streng überwacht.
Eine Webseite des französischen Armee-Ministeriums dokumentiert am Beispiel der Harkis sehr deutlich, dass bis in die Gegenwart hinein die Internierung eine Realität blieb. Gewandelt hat sich nur die Internierungspraxis. Aus Lagern in abgelegenen Orten wurden Großwohnungsanlagen am Rande der Städte, die Banlieues, deren Realisierung „von einer echten sozialen Bevormundung begleitet“ wurde. Und jenseits der Harkis etablierte sich eine neue Zielgruppe für staatliche Internierungsmaßnahmen: die Immigranten. In ihrem 2008 in Frankreich veröffentlichten Buch Die Jahre schrieb Annie Ernaux über die damit einhergehenden politischen Veränderungen Mitte der neunziger Jahre:

„Nachdem die Ausländergesetze, die Lois Pasqua, immer weiter verschärft worden waren, pferchte man die Menschen, die unweigerlich aus der Dritten Welt und dem Ostblock eintrafen und die man unter dem bedrohlich klingenden Begriff »Illegale« zusaınmenfasste, im Hotel Arcade neben dem Flughafen Paris-Charles-de-Gaulle ein und schob sie möglichst schnell wieder ab. »Mach meinen Kumpel nicht an« und »die Einwanderung ist eine Bereicherung für Frankreich« waren vergessen. Jetzt musste man »die ungezügelte Einwanderung bekämpfen« und »die Überfremdung verhindern«. Michel Rocards Satz über die Armut der Welt machte die Runde, als wäre das eine unumstößliche Tatsache, und die meisten verstanden die unterschwellige Bedeutung, dass es nämlich schon jetzt genug Einwanderer in
Frankreich gebe.“

Heute sind die von Ernaux skizzierten Überlegungen längst auch außerhalb Frankreichs weit verbreitet und Basis einer eu-weiten Flüchtlingspolitik, wie sich zuletzt bei der Ratssitzung der EU-Innenminister am 8. Juni 2023 zeigte. Haftlager an den Außengrenzen der EU und mittelfristig in sogenannten Sicheren Drittstaaten sollen an die Stelle nationaler Internierungslager treten oder diese ergänzen.

## Liste der Internierungslager
Die über den Link aufrufbare Tabelle enthält – Stand Februar 2024 – knapp 290 Orte, an denen sich Internierungslager befunden haben. Alle diese Lager befanden sich im französischen Mutterland; die Lager insbesondere in Tunesien, Algerien und Marokko sind noch nicht enthalten, ebenfalls nicht die Lager in Indochina. Ungeklärt ist auch die Zahl der Lager. In einem Artikel über das Internierungslager in Reillanne ist von 500 Lagern in der Südzone die Rede, während die AJPN auf ihrer Homepage 1.226 Orte der Internierung aufführt. In einem vergleichbaren Artikel in der französischen Wikipedia werden etwa 260 Lager aufgeführt. Ein Problem ist, dass in vielen Quellen meist nur der Ortsname und die Lagerart genannt werden, selten aber weiterführende Hinweise. In den Publikationen von Chistian Eggers (176 Lager) und Denis Peschanski (126 Lager) wiederum stehen nicht die einzelnen Lager im Zentrum der Darstellung, sondern das Lagersystem. Konkrete Lager tauchen dann meistens nur zur Illustration bestimmter Sachverhalte auf, während kompakte Lagerbeschreibungen eher die Ausnahme sind.